# Cerneve, Mostîska
Cerneve (în ucraineană Черневе) este localitatea de reședință a comunei Cerneve din raionul Mostîska, regiunea Liov, Ucraina.

## Demografie
Componența lingvistică a localității Cerneve
     Ucraineană (99,63%)
     Alte limbi (0,27%)
Conform recensământului din 2001, majoritatea populației localității Cerneve era vorbitoare de ucraineană (99,63%), existând în minoritate și vorbitori de alte limbi.